# Tamis

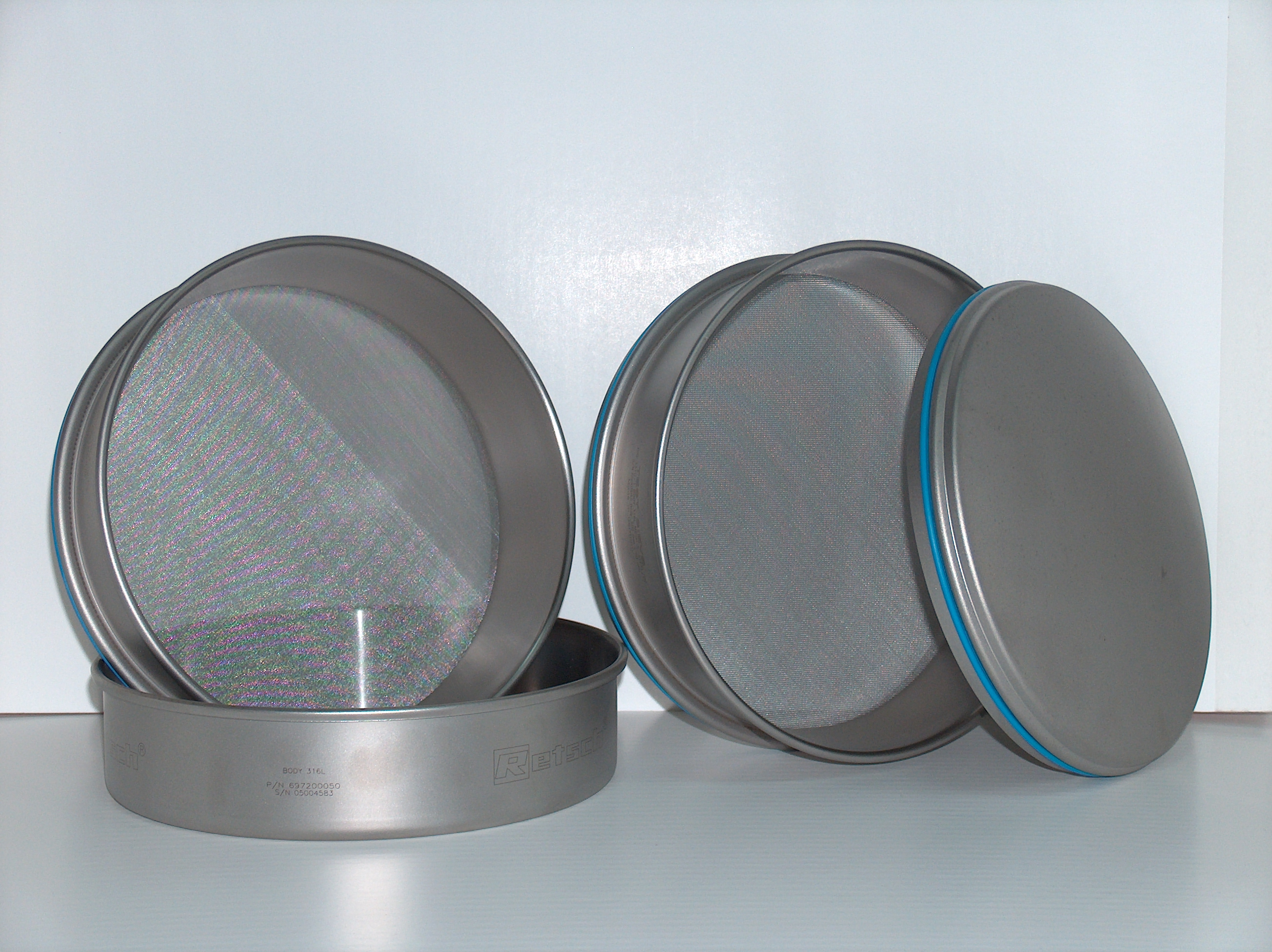
Tamises metálicos

O tamis é uma peneira utilizada na indústria farmacêutica, farmácias de manipulação, na construção civil e preparo de alimentos.

## Uso na farmácia
Formada por uma fina malha, circundada geralmente por bronze ou metal inoxidável por onde passam principalmente pós, com a finalidade de reduzir o tamanho de partícula e produzir pós com tamanhos desejados.
A malha do tamis tem tamanhos definidos, que produzem pós de diferentes tamanhos:
Muito Grosso; Grosso; Moderadamente Grosso; Fino e Muito Fino.
Ele também pode ser usado para fazer o controle granulométrico de pós.